# Monti USARP
I monti USARP sono un vasto gruppo montuoso costituito da diverse catene montuose situato nella regione settentrionale della Terra di Oates.
In particolare, i monti USARP sono orientati in direzione nord/sud e raggiungono una lunghezza di 190 km, estendendosi dal ghiacciaio Pryor, che li separa dai colli Wilson, a nord, ai picchi Emlen, a sud, e fiancheggiando il lato occidentale del ghiacciaio Rennick in grande parte della sua lunghezza. Il punto più alto di questo gruppo montuoso è costituito dalla vetta del picco Big Brother, che arriva a 2840 m s.l.m.. Quest'ultima formazione si trova in particolare nella dorsale Daniels, una delle catene poste sul lato orientale dei monti USARP. Da questa catena, e altre, come l'altopiano di Pomerantz, partono diversi ghiacciai che vanno ad alimentare il Rennick, come l'Harlin e il Lovejoy, o che vanno ad alimentare enormi distese di ghiaccio pedemontano, come il Pitzman e l'Helferrich.

## Storia
I monti USARP sono stati scoperti e fotografati per la prima volta durante ricognizioni aeree effettuate nel corso dell'Operazione Highjump nel periodo 1946-47, mentre la prima esplorazione terrestre di questo gruppo montuoso si deve invece ai membri della traversata statunitense della Terra della Regina Vittoria nel effettuata nel 1959-60. Le montagne sono quindi state interamente mappate dallo United States Geological Survey grazie a fotografie scattate sia dalla marina militare statunitense (USN) durante le sopraccitate ricognizioni aeree, sia durante la suddetta traversata, sono state poi così battezzate dal Comitato consultivo dei nomi antartici in onore del Programma Antartico degli Stati Uniti d'America (in inglese United States Antarctic Program, un tempo chiamato United States Antarctic Research Program, USARP).

## Mappe
Di seguito una serie di mappe in scala 1:250 000 realizzate dallo USGS in cui è possibile vedere i monti USARP in tutta la loro estensione:

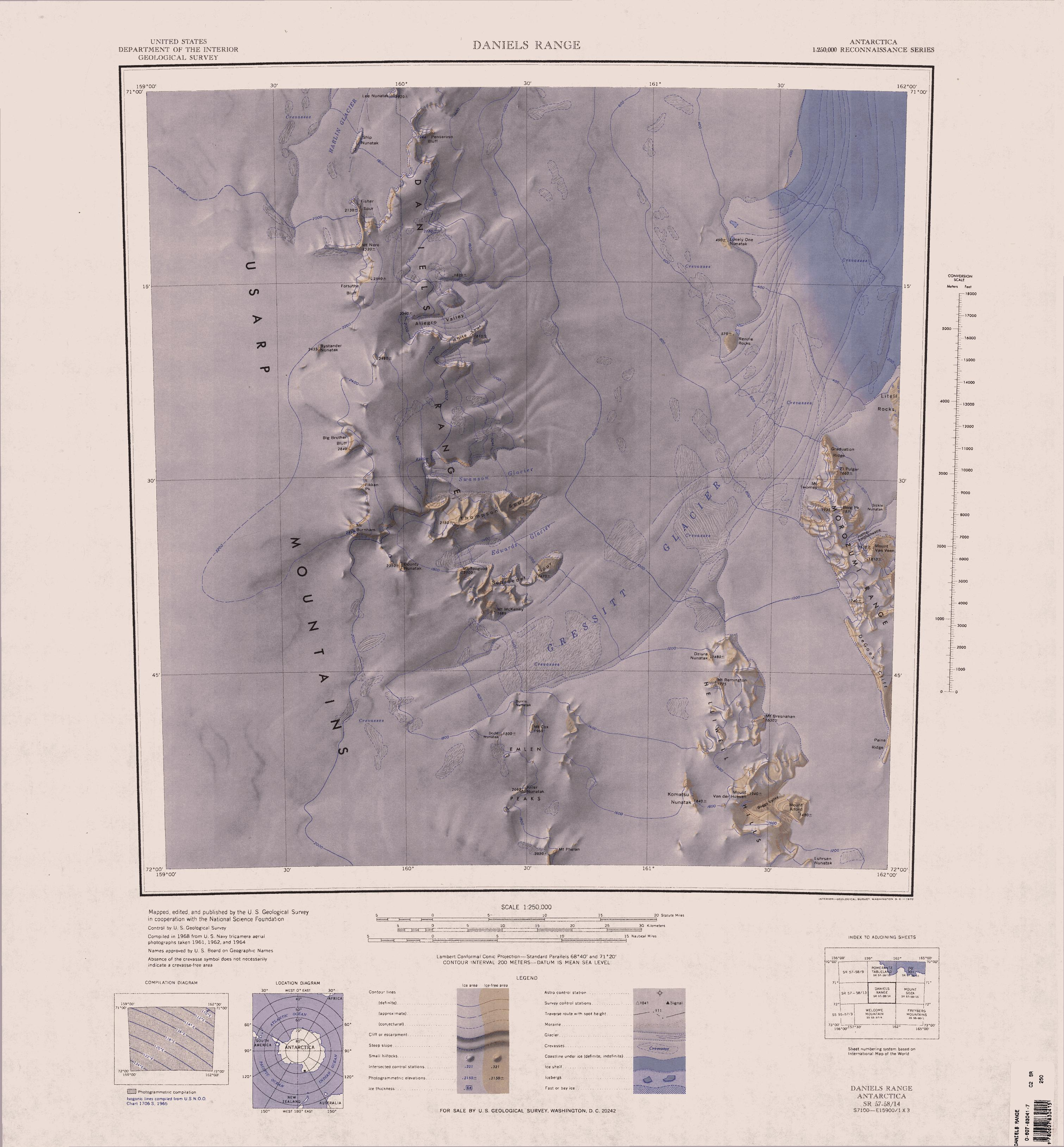
La parte meridionale della gruppo montuoso.
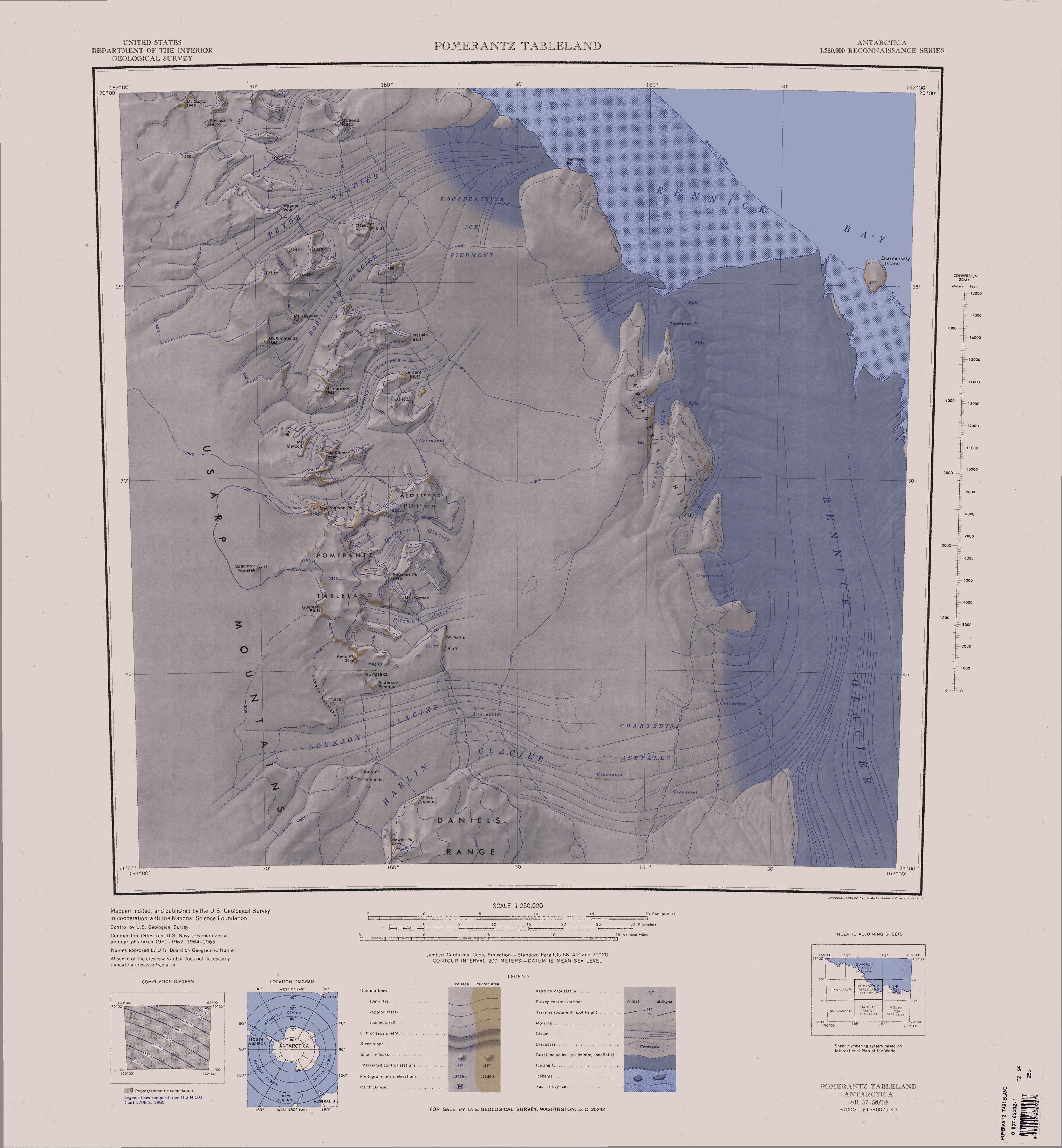
La parte settentrionale del gruppo montuoso.